# Hydromanicus respersaria
Hydromanicus respersaria is een schietmot uit de familie Hydropsychidae. De soort komt voor in het Oriëntaals gebied.